# سیارک ۲۱۵۰۴
سیارک ۲۱۵۰۴ (به انگلیسی: 21504 Caseyfreeman، نامگذاری:1998KS19) بیست و یک هزار و پانصد و چهارمین سیارک کشف شده‌است که در ۲۲ مه ۱۹۹۸ کشف شد.
قدر مطلق سیارک برابر ۳۵.۴ است.